# Lokomotiva TL 659.0
Lokomotiva řady TL 659.0 byla československá experimentální lokomotiva poháněná spalovací turbínou. Byla vyrobena v roce 1958 ve Škodových závodech v Plzni v počtu dvou exemplářů, tovární označení bylo Škoda 1TLo. Její turbína byla poháněna spalováním mazutu nebo topného oleje. Druhá, menší turbína, pak hnala souosý kompresor ženoucí vzduch do spalovací komory. Kromě toho byla lokomotiva vybavena pomocným motorem Tatra 111A pro posun a hlavně start menší turbíny do pracovních otáček.
Lokomotivy se příliš neosvědčily. Byly sice úspornější než parní lokomotivy spalující mazut, ale byly provozně nespolehlivé a velice hlučné. Navíc měly poměrně malé nádrže vzhledem ke své spotřebě (téměř 1000 kg topné nafty/hod), takže stroj nasazený do provozu jezdil s přivěšenou cisternou. Podobně jako jinde ve světě se od jejich dalšího vývoje upustilo.
Stroj TL 659.001 byl v majetku Škody ve zkušebním provozu od února 1959, v září téhož roku ale byl poškozen požárem (vyhořel u zastávky Šťáhlavy) a následně zrušen. Druhá lokomotiva TL 659.002 byla v provozu od roku 1960, Československé státní dráhy ji převzaly o dva roky později a sloužila jim v nákladní dopravě. Zrušena byla roku 1966 a poté byla předána Vysoké škole dopravní v Žilině.